# 브르제티슬라프 1세

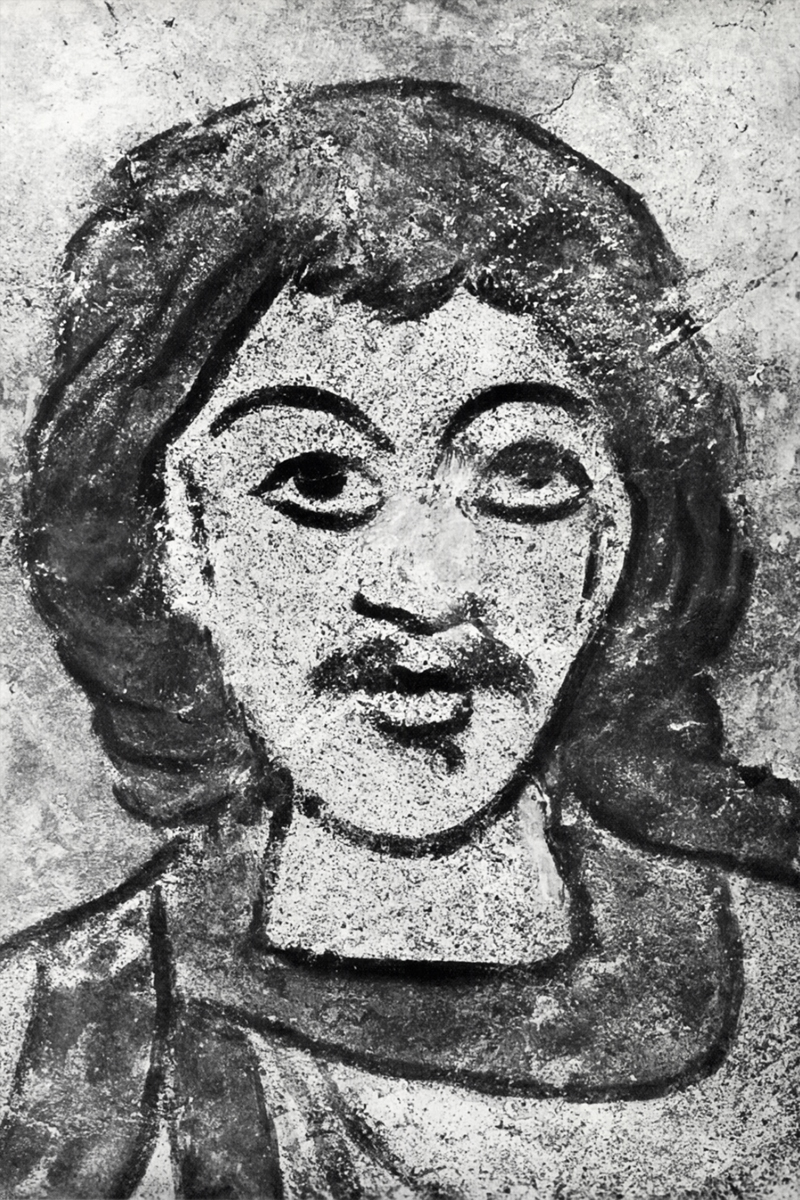
브르제티슬라프 1세

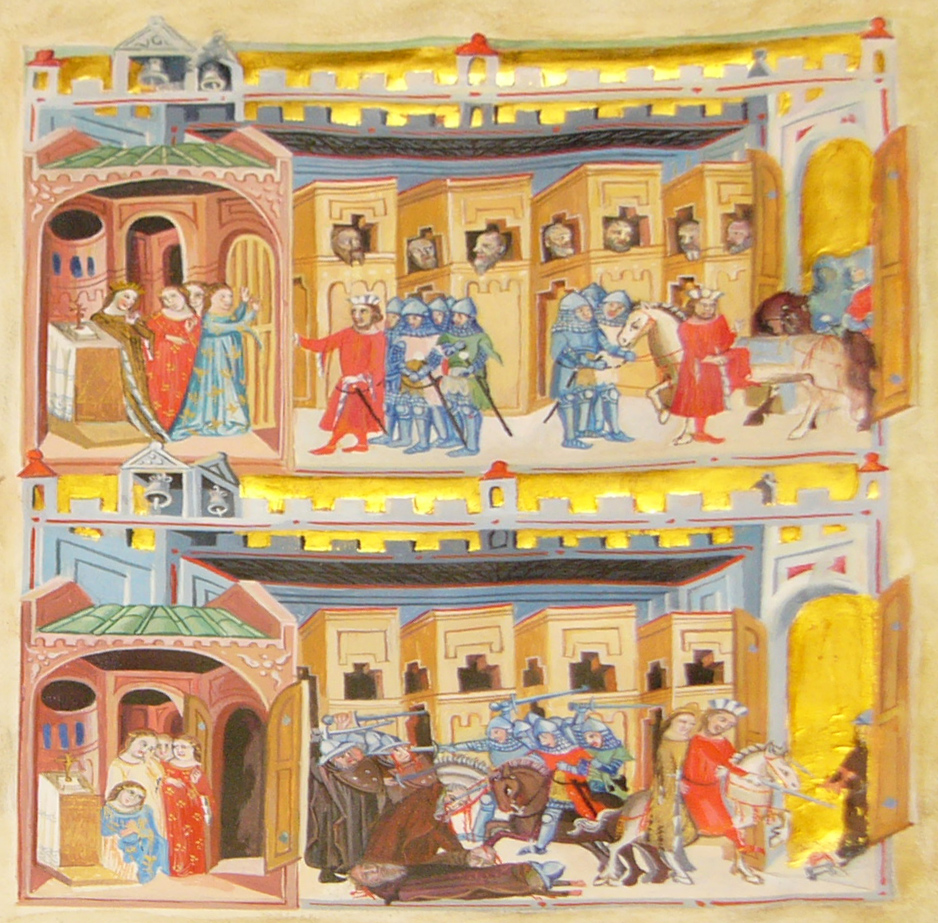
브르제티슬라프 1세가 슈바인푸르트의 유디트를 납치하는 모습을 묘사한 그림

브르제티슬라프 1세(체코어: Břetislav I., 1002년 또는 1005년 ~ 1055년 1월 10일)는 보헤미아의 공작(재위: 1035년 ~ 1055년)이다.

## 생애
올드르지흐 공작과 그의 첩인 보제나(Božena)의 아들이다. 1019년에는 바이에른의 귀족이자 노르트가우(Nordgau) 변경백인 슈바인푸르트(Schweinfurt)의 하인리히(Heinrich)의 딸이었던 유디트(Judith)를 납치하여 결혼했다. 1019년 또는 1029년에는 자신의 아버지인 올드르지흐와 함께 폴란드가 차지하고 있던 모라바 탈환에 나섰다. 1031년경에는 헝가리의 이슈트반 1세 국왕이 주도했던 헝가리의 영토 확장을 저지했다.
1034년에는 보헤미아의 공작을 역임하고 있던 야로미르를 추방시키는 과정에서 가담했다. 1035년에는 루사티아와의 전쟁을 앞둔 상황에서 신성 로마 제국의 황제였던 콘라트 2세에게 지원을 요청했다. 1039년에는 폴란드를 침공하여 포즈난, 그니에즈노를 점령하는 한편 실레시아를 정복했다. 이는 그니에즈노에 안치되어 있던 아달베르트 폰 프라크(Adalbert, 보이테흐(Vojtěch))의 유해를 프라하로 이송하기 위해 차원에서 진행되었다.
1040년에는 신성 로마 제국의 황제이자 독일의 국왕인 하인리히 3세가 보헤미아를 침공했지만 브루데크(Brůdek) 전투에서 패전하면서 퇴각했다. 1041년에는 보헤미아를 침공하여 프라하를 포위했지만 브르제티슬라프 1세가 정복 계획을 포기하면서 철수했다. 1047년 하인리히 3세가 중재한 보헤미아와 폴란드 사이에 진행된 평화 협상이 타결시키면서 보헤미아와 폴란드 간의 전쟁이 종식되었다. 1055년에 사망했으며 그의 공작위는 스피티흐네프 2세가 승계받았다.
| 전임 올드르지흐 | 보헤미아의 공작 1035년 ~ 1055년 | 후임 스피티흐네프 2세 |